# Camp militaire Lufungula
Vous venez d’apposer le modèle de débat d'admissibilité.
Avant toute chose, veuillez créer la page de débat correspondante en cliquant ici.
- Une fois la page de vote initialisée, rafraîchissez cette page, et le bandeau prendra son aspect définitif.
- Si votre débat d'admissibilité est groupé (le motif et l’argumentation doivent être les mêmes), modifiez cette page pour ajouter au modèle le paramètre « cat » suivi du nom de la page de discussion de l’article pour lequel la page de débat existe déjà (ex. : cat=Discussion:Nom_de_l'autre_article). Ensuite, suivez les nouvelles instructions qui apparaissent.
- Vous pouvez également utiliser le paramètre « type » pour faciliter l’accès aux critères d’admissibilité. Exemple : {{suppression|type=mot-clé}}. Liste des mots-clés existants : fiction, musique, art visuel, fanzine, jeu de société, porno, sportif, association, enseignement, société, site web, route, nombre, (Liste complète ici).

| 1. | Créez la page de débat d'admissibilité.                                                                      | Sauvegardez d’abord la page pour l’initialiser puis indiquez votre motivation.                  |
| 2. | Important : ajoutez une entrée dans la section Débat d'admissibilité du jour.                                | Utilisez ce texte : *{{L\|Camp militaire Lufungula}}                                            |
| 3. | Pensez à informer les contributeurs principaux de la page et les projets associés lorsque cela est possible. | Utilisez ce texte : {{subst:Avertissement débat d'admissibilité\|Camp militaire Lufungula}}~~~~ |

Le Camp militaire Lufungula est l’un des camps militaires stratégiques de la république démocratique du Congo (RDC). Situé à Kinshasa, ce camp est principalement connu pour son rôle dans l’hébergement des militaires des Forces armées de la république démocratique du Congo (FARDC) et leurs familles, ainsi que pour son importance dans la coordination des opérations militaires dans la capitale.

## Historique
Le Camp Lufungula remonte à l’époque coloniale belge. Initialement conçu pour répondre aux besoins des forces coloniales, il a été transformé après l’indépendance du Congo en 1960 pour s’intégrer dans la nouvelle organisation militaire nationale. Rebaptisé en l’honneur du lieutenant-colonel Lufungula, l’une de figure importante de l’armée congolaise, ce camp est aujourd’hui un centre de détention et résidentiel pour les militaires, .
Au fil des décennies, le camp Lufungula est devenu une base incontournable pour la gestion des affaires militaires dans Kinshasa, tout en offrant un espace de vie pour les familles de militaires.

## Caractéristiques principales
Le Camp Lufungula est une infrastructure militaire multifonctionnelle. En plus de son rôle en tant que base opérationnelle, il abrite une population importante de soldats et de leurs familles. Bien que sa superficie soit relativement modeste comparée à d'autres camps comme le Camp Kokolo, il reste essentiel pour les FARDC en raison de sa position stratégique et de ses capacités.

## Situation géographique
Le Camp Lufungula est situé dans une zone stratégique de Kinshasa, à proximité des principales voies de communication. Il est entouré par des infrastructures civiles et militaires qui facilitent les déplacements et les activités des résidents, tout en permettant une connexion rapide avec les centres névralgiques de la capitale.

## Rôle et fonctionnement
Le Camp Lufungula joue plusieurs rôles essentiels dans la structure des FARDC :
1. Hébergement : Il loge un grand nombre de militaires, notamment ceux affectés à Kinshasa, ainsi que leurs familles.
2. Base logistique : Le camp sert de point d’appui pour la coordination des opérations militaires dans la région.
3. Formation et administration : Certaines infrastructures du camp sont destinées à des activités de formation pour les militaires ou à des fonctions administratives des FARDC.

## Vie des habitants
La vie au Camp Lufungula est organisée autour des activités militaires et familiales. Les résidents, principalement des soldats et leurs familles, participent également à des activités communautaires, notamment dans le cadre de projets d’agriculture ou d’activités liées à la vie quotidienne de Kinshasa. La proximité du camp avec les zones urbaines facilite l’intégration des habitants dans les dynamiques socio-économiques de la ville.

## Signification et importance
Le Camp Lufungula est un symbole de l’organisation militaire et de la résilience des FARDC. En tant que site stratégique et résidentiel, il joue un rôle clé dans la défense et la sécurité à Kinshasa.
Cependant, à l’instar d’autres infrastructures militaires en RDC, le Camp Lufungula fait face à des défis, notamment en termes de modernisation des installations et de gestion de sa population croissante. Malgré ces difficultés, il demeure une pièce essentielle du dispositif militaire national.